# Landschaft Dreieich
Landschaft Dreieich. Blätter für Heimatforschung war eine von 1931 bis 2011 erscheinende Zeitschrift zur Heimatforschung im südhessischen Landkreis Offenbach. Sie behandelte Themen aus Geschichte und Kultur des westlichen Kreisgebietes.
Vorläufer der Zeitschrift waren die Berichte der Freiwillig-tätigen Arbeitsgemeinschaft zur Förderung der Heimatforschung, die von 1924 bis 1930 erschienen und die in der neuen Zeitschrift aufgingen. Die Gründung der Landschaft Dreieich im Jahr 1931 ging auf Karl Nahrgang (1899–1967) zurück, der auch maßgeblich die Entwicklung des Dreieich-Museums in Dreieichenhain mitgeprägt hat. Wie das Museum konzentrierte sich die Zeitschrift auf die gleichnamige „Landschaft Dreieich“ mit den damals selbständigen Städten und Gemeinden Buchschlag, Dreieichenhain, Götzenhain, Offenthal und Sprendlingen (seit 1977 alle Stadt Dreieich) sowie Egelsbach, Langen und Neu-Isenburg. Herausgegeben wurde die Zeitschrift von dem im Dreieich-Museum angesiedelten Heimatkundlichen Arbeitskreis Dreieich, der von den Geschichts- und Heimatvereinen der einzelnen Städte und Gemeinden getragen wurde.
Die erste Ausgabe 1931 erschien unter dem Titel Ländlein Dreieich im Verlag des Langener Wochenblattes, ab 1936 unter dem heutigen Titel Landschaft Dreieich in I., II. und III. Folge als Beilage zum Sprendlinger Anzeiger. Im Zweiten Weltkrieg mussten sie ihr Erscheinen einstellen. Von 1949 bis 1964 wurden sie als „Neue Folge“ in vier Serien als Beilage zur Langener Zeitung publiziert. Dann wurde das Erscheinen für die Jahre 1977–1979 auf „Band I“ und für die Jahre 1980–1983 auf „Band II“ umgestellt. 1988 wurde die Landschaft Dreieich neu konzipiert und erschien seitdem als Jahresband. 2011 stellte sie ihr Erscheinen aufgrund zurückgehender Nachfrage und mangels Autoren ein.
Behandelt wurden Themen aus der Geschichte des westlichen Kreisgebietes und der umliegenden Regionen, bei denen an die Arbeitsweise der Autoren wissenschaftliche Ansprüche gestellt wurden. Das breite Spektrum der Themen beinhaltete Arbeiten zur Archäologie, Geschichte, Familienkunde, Brauchtum, Mundartpflege, Biografien, Kultur und vieles anderes mehr. Teilweise gab es einen Rückblick auf die wesentlichen Ereignisse des Jahres in der Region bzw. in einzelnen Orten. Der Umfang der Bände umfasste zuletzt etwa 100 bis 150 Seiten pro Jahrgang, einzelne Jahresbände beinhalteten Themenschwerpunkte und Buchbesprechungen.